# Peter Robinson (scrittore)
Peter Robinson (Castleford, 17 marzo 1950 – Richmond, 4 ottobre 2022) è stato uno scrittore britannico di romanzi polizieschi.

## Biografia
Nato a Castleford, nello Yorkshire, nel 1950, ha vissuto in Inghilterra e studiato all'università di Leeds, laureandosi in letteratura inglese, prima di emigrare in Canada nel 1974 ed ivi ottenere un master in inglese e scrittura creativa all'università di Windsor. È stato allievo di Joyce Carol Oates.
Ha vissuto a Toronto con la moglie Sheila Halladay e ha insegnato occasionalmente tecnica del romanzo giallo alla University of Toronto's School of Continuing Studies.
È noto per i suoi gialli ambientati nella città immaginaria di Eastvale nello Yorkshire e nei suoi dintorni, che hanno come protagonista il detective Alan Banks. Ha inoltre pubblicato altri romanzi e racconti – nel 1998, con Two Ladies of Rose Cottage ha vinto il Premio Macavity per il miglior racconto, nel 2000 ha vinto il Premio Barry per il miglior romanzo con In a dry Season, poi nel 2001, con Missing in Acting ha vinto l'Edgar Award per il miglior racconto – così come alcune poesie e due articoli sull'arte e sulla tecnica della scrittura.
Il suo primo romanzo, Gallows View (1987), ha introdotto il personaggio dell'ispettore capo Alan Banks ed è stato inserito nella rosa dei candidati per il Premio John Creasey nel Regno Unito e per il Crime Writers of Canada best first novel award. Nel 1988 A dedicated man è stato inserito nella rosa dei candidati per il Premio CWC's Arthur Ellis. A necessary end e The hanging valley, entrambi i romanzi con l'ispettore Banks come protagonista pubblicati nel 1989, sono stati nominati per un Premio Arthur. Entrambi hanno ricevuto ottime recensioni sulla rivista statunitense Publisher Weekly.
Nel 2002, Robinson ha ricevuto il premio Dagger in the library dal CWA. Il suo tredicesimo libro, il romanzo Playing with the fire, con protagonista Alan Banks, è stato tradotto in quindici lingue.

## Opere
1.	1988 A dedicated man
2.	1989 A necessary end
3.	1989 The hanging Valley
4.	1990 Caedmon’s song
5.	1991 Past reason Hated
6.	1992 Wednesday’s child
7.	1994 Dry bones thet dream
8.	1995 No cure for love
9.	1996 Innocent graves
10.	1997 gallows view
11.	1999 Is a Dry season
12.	2000 Cold is the grave
13.	2001 meet inspector Banks
14.	2001 Aftermath – (Il camaleonte)
15.	2003 Close to home - (Vicino al cuore)
16.	2003 Playng with fire:  The 17 dci banks Mistery
17.	2004 Playng with fire
18.	2004 Not safe after dark
19.	2004 Gallows View: a dedicated man
20.	2004 The first cut – (La fredda lama della notte)
21.	2004 The return of Inspector Banks
22.	2004 Strrange affair: an Inspector Banks novel
23.	2006 Piece of my heart – (Black Dog)
24.	2007 Friend of the devil
25.	2008 Friend of the devil (The 17 dci banks Mistery)
26.	2008 All the colours of darkness
27.	2009 The price of love
28.	2009 Like a Virgin: A story from the Price of Love and Other stories
29.	2009 Going Back: A story from the Price of Love and Other stories
30.	2009 Shadow of the water: A story from the Price of Love and Other stories
31.	2009 Walking the dog: A story from the Price of Love and Other stories
32.	2009 The magic of your touch
33.	2009 Birthday dance
34.	2009 The ferrymanìs beautiful daughter
35.	2009 The cherub affair
36.	2009 Cornelius jubb
37.	2010 Bad boy
38.	2011 Dead right
39.	2011 before the poison
40.	2012 watching the dark
41.	2013 Chilodren of revolution
42.	2014 Abattoir blues
43.	2014 DCI Bank: The first three novel
44.	2014: The inspector Banks : 4 book Bundle (Afthermath, Friend of the devil, Playng with Fire, Strange affair)
45.	2015 Summer Rain: an Inspector banks short story
46.	2016 Innocence
47.	2016 Fan Mail
48.	2016 When the music’s over
49.	2017 Sleeping in the dark: an Inspector Banks novel
50.	2018 Careless love